# Piotr Czernyszow
Piotr Siergiejewicz Czernyszow (ros. Пётр Сергеевич Чернышёв, ur. 28 lutego?/13 marca 1914 we wsi Bolszaja Wierda w obwodzie tambowskim, zm. 9 listopada 1979 w Leningradzie) – radziecki inżynier.

## Życiorys
Urodził się w rodzinie chłopskiej. Skończył szkołę wiejską, od 1931 pracował w Leningradzkim Zakładzie Metalowym im. Stalina jako uczeń tokarza, jednocześnie uczył się w szkole uniwersytetu fabrycznego, którą ukończył w 1932 i został tokarzem. Zajmował się również łyżwiarstwem figurowym, został czterokrotnym mistrzem ZSRR w łyżwiarstwie figurowym (1937, 1938, 1939 i 1941). W 1939 ukończył wyższą szkołę techniczną przy zakładzie metalurgicznym, później pracował jako inżynier i starszy inżynier w dziale konstrukcji turbin parowych, po ataku Niemiec na ZSRR w 1941 wraz z biurem konstrukcyjno-montażowym został ewakuowany za Ural, do miasta Wierchniaja Sałda. Po wojnie brał aktywny udział w odbudowie elektrowni, w 1951 został szefem biura technologicznego produkcji turbin, a w 1955 głównym inżynierem Leningradzkiego Zakładu Metalowego, którym pozostał ponad 20 lat. Zajmując to stanowisko, brał udział w opracowaniu wielu nowych modeli turbin wysokiego ciśnienia. Wniósł również wkład w rozwój energetyki Bułgarii, Węgier, Chin, Polski, ZRA, Rumunii i Jugosławii.

## Odznaczenia i nagrody
- Medal Sierp i Młot Bohatera Pracy Socjalistycznej (20 września 1962)
- Order Lenina (1962)
- Order Rewolucji Październikowej (1971)
- Order Czerwonego Sztandaru Pracy (1957)
- Nagroda Stalinowska (1952)
- Order Ludowej Republiki Bułgarii (Ludowa Republika Bułgarii, 1970)
- Krzyż Kawalerski Orderu Virtuti Militari (Polska Ludowa, 1968)

Oraz order ZRA i medale ZSRR.